# Spencer Haywood
Spencer Haywood, född 22 april 1949 i Silver City i Mississippi, är en amerikansk före detta basketspelare. Haywoods nummer 24 pensionerades av Seattle SuperSonics efter karriären, till hans ära.
Haywood blev olympisk mästare i basket vid sommarspelen 1968 i Mexico City.

## Lag
- Denver Rockets (1969–1970)
- Seattle SuperSonics (1970–1975)
- New York Knicks (1975–1979)
- New Orleans Jazz (1979)
- Los Angeles Lakers (1979–1980)
- Reyer Venezia (1980–1981)
- Washington Bullets (1981–1983)